# FA Cup 1993/94
Der FA Cup 1993/94 war die 113. Austragung des weltweit ältesten Fußballpokalturniers; The Football Association Challenge Cup, oder kurz FA Cup. Der Pokalwettbewerb endete mit dem Finale im Wembley-Stadion am 14. Mai 1994. Der Sieger dieser Austragung war Manchester United.

## Kalender
| Runde                              | Datum             |
| ---------------------------------- | ----------------- |
| Vorrunde                           |                   |
| Erste Qualifikationsrunde          |                   |
| Zweite Qualifikationsrunde         |                   |
| Dritte Qualifikationsrunde         |                   |
| Vierte Qualifikationsrunde         |                   |
| Erste Hauptrunde                   | 13. November 1993 |
| Zweite Hauptrunde                  | 3. Dezember 1994  |
| Dritte Hauptrunde                  | 7. Januar 1995    |
| Vierte Hauptrunde                  | 28. Januar 1995   |
| Fünfte Hauptrunde                  | 18. Februar 1995  |
| Sechste Hauptrunde (Viertelfinale) | 11. März 1995     |
| Halbfinale                         | 9. April 1995     |
| Finale                             | 20. Mai 1995      |

## Modus
Kompletter Überblick bei: FA Cup
Der FA Cup wird in Runden ausgespielt. Teilnehmen kann jede Mannschaft, die ein bestimmtes Leistungsniveau hat und ein angemessenes Spielfeld besitzt. Gespielt wird i. d. R. nur mit einem Hinspiel. Bei Unentschieden findet ein Rückspiel statt. Endet das Rückspiel ebenfalls unentschieden geht das Spiel in Verlängerung bzw. Elfmeterschießen. Jeder Sieger erhält eine Prämie aus den Fernsehgeldern, die nach Runde gestaffelt ist.

## Hauptrunde

### Erste Hauptrunde
Die Spiele wurden am Wochenende des 13. November 1993 ausgetragen. Die Wiederholungsspiele fanden hauptsächlich vom 23. bis 30. November statt.
|                                 | Ergebnis |                           |
| ------------------------------- | -------- | ------------------------- |
| FC Enfield                      | 0:0      | Cardiff City              |
| FC Chesterfield                 | 0:1      | AFC Rochdale              |
| AFC Bournemouth                 | 4:2      | Brighton & Hove Albion    |
| FC Barnet                       | 2:1      | Carshalton Athletic       |
| FC Burnley                      | 0:0      | York City                 |
| Yeovil Town                     | 1:0      | FC Fulham                 |
| FC Woking                       | 2:2      | AFC Weston-super-Mare     |
| FC Marlow                       | 0:2      | Shrewsbury Town           |
| Bolton Wanderers                | 3:2      | FC Gretna                 |
| Macclesfield Town               | 2:0      | Hartlepool United         |
| Crewe Alexandra                 | 4:2      | FC Darlington             |
| FC Scarborough                  | 1:0      | FC Bury                   |
| Shrewsbury Town                 | 1:1      | Doncaster Rovers          |
| FC Wrexham                      | 1:1      | FC Walsall                |
| 5 {{Kidderminster Harriers\|#}} |          | {{Kettering Town\|#}} 3:0 |
| Bristol Rovers                  | 1:2      | Wycombe Wanderers         |
| Northampton Town                | 1:2      | Bromsgrove Rovers         |
| Bradford City                   | 0:0      | Chester City              |
| Witton Albion                   | 0:2      | Lincoln City              |
| Mansfield Town                  | 1:2      | Preston North End         |
| Port Vale                       | 2:0      | FC Blackpool              |
| Halifax Town                    | 2:1      | West Bromwich Albion      |
| Stalybridge Celtic              | 1:1      | FC Marine                 |
| FC Runcorn                      | 0:2      | Hull City                 |
| FC Metropolitan Police          | 0:2      | Crawley Town              |
| Rotherham United                | 1:2      | Stockport County          |
| Colchester United               | 3:4      | Sutton United             |
| Leyton Orient                   | 2:1      | Gravesend & Northfleet    |
| Slough Town                     | 1:2      | Torquay United            |
| Cambridge City                  | 0:1      | Hereford United           |
| Cambridge United                | 0:0      | FC Reading                |
| Leek Town                       | 2:2      | Wigan Athletic            |
| FC Molesey                      | 0:4      | Bath City                 |
| Telford United                  | 1:1      | Huddersfield Town         |
| Swansea City                    | 1:1      | Nuneaton Borough          |
| Accrington Stanley              | 2:3      | Scunthorpe United         |
| Farnborough Town                | 1:3      | Exeter City               |
| FC Valley Sports Rugby          | 0:3      | FC Brentford              |
| FC Yeading                      | 0:0      | FC Gillingham             |
| Knowsley United                 | 1:4      | Carlisle United           |

Wiederholungsspiele
|                       | Ergebnis        |                    |
| --------------------- | --------------- | ------------------ |
| Cardiff City          | 1:0             | FC Enfield         |
| York City             | 2:3             | FC Burnley         |
| AFC Weston-super-Mare | 0:1             | FC Woking          |
| Doncaster Rovers      | 1:2             | Shrewsbury Town    |
| FC Walsall            | 2:0             | FC Wrexham         |
| Chester City          | 1:0             | Bradford City      |
| FC Marine             | 4:4 (2:4 i. E.) | Stalybridge Celtic |
| FC Reading            | 1:2             | Cambridge United   |
| Wigan Athletic        | 3:0             | Leek Town          |
| Huddersfield Town     | 1:0             | Telford United     |
| Nuneaton Borough      | 2:1             | Swansea City       |
| FC Gillingham         | 3:1             | FC Yeading         |

### Zweite Hauptrunde
Die Spiele wurden am Wochenende des 4. Dezember 1993 ausgetragen. Die Wiederholungsspiele fanden am 14. und 15. des Monats statt.
|                        | Ergebnis |                    |
| ---------------------- | -------- | ------------------ |
| Chester City           | 2:0      | Hull City          |
| AFC Bournemouth        | 1:1      | Nuneaton Borough   |
| Bath City              | 2:1      | Hereford United    |
| FC Burnley             | 4:1      | AFC Rochdale       |
| Yeovil Town            | 0:2      | Bromsgrove Rovers  |
| FC Walsall             | 1:1      | Scunthorpe United  |
| Crewe Alexandra        | 2:1      | Macclesfield Town  |
| Lincoln City           | 1:3      | Bolton Wanderers   |
| Shrewsbury Town        | 0:1      | Preston North End  |
| Stockport County       | 5:1      | Halifax Town       |
| Wycombe Wanderers      | 1:0      | Cambridge United   |
| Kidderminster Harriers | 1:0      | FC Woking          |
| FC Brentford           | 1:3      | Cardiff City       |
| Plymouth Argyle        | 2:0      | Colchester United  |
| Carlisle United        | 3:1      | Stalybridge Celtic |
| Port Vale              | 1:0      | Huddersfield Town  |
| Torquay United         | 0:1      | Sutton United      |
| Wigan Athletic         | 1:0      | FC Scarborough     |
| Leyton Orient          | 1:1      | Exeter City        |
| Crawley Town           | 1:2      | FC Barnet          |

Wiederholungsspiele
|                   | Ergebnis        |                 |
| ----------------- | --------------- | --------------- |
| Nuneaton Borough  | 0:1             | AFC Bournemouth |
| Scunthorpe United | 0:0 (7:6 i. E.) | FC Walsall      |
| Exeter City       | 2:2 (5:4 i. E.) | Leyton Orient   |

### Dritte Hauptrunde
Die Spiele wurden am Wochenende des 8. Januar 1994 absolviert. Nötige Wiederholungsspiele wurden größtenteils für den 18. und 19. Januar angesetzt.
|                         | Ergebnis |                        |
| ----------------------- | -------- | ---------------------- |
| Bristol City            | 1:1      | FC Liverpool           |
| Preston North End       | 2:1      | AFC Bournemouth        |
| FC Southampton          | 1:1      | Port Vale              |
| Notts County            | 3:2      | Oldham Athletic        |
| Blackburn Rovers        | 3:3      | FC Portsmouth          |
| Sheffield Wednesday     | 1:1      | Nottingham Forest      |
| Bolton Wanderers        | 1:1      | FC Everton             |
| Grimsby Town            | 1:0      | Wigan Athletic         |
| Wolverhampton Wanderers | 1:0      | Crystal Palace         |
| AFC Sunderland          | 1:1      | Carlisle United        |
| Luton Town              | 1:0      | Southend United        |
| Swindon Town            | 1:1      | Ipswich Town           |
| Sheffield United        | 0:1      | Manchester United      |
| Stockport County        | 2:1      | Queens Park Rangers    |
| Newcastle United        | 2:0      | Coventry City          |
| Wycombe Wanderers       | 0:2      | Norwich City           |
| Manchester City         | 4:1      | Leicester City         |
| West Ham United         | 2:1      | FC Watford             |
| Plymouth Argyle         | 1:0      | Chester City           |
| FC Millwall             | 0:1      | FC Arsenal             |
| Oldham Athletic         | 2:1      | Derby County           |
| FC Barnet               | 0:0      | FC Chelsea             |
| FC Wimbledon            | 3:0      | Scunthorpe United      |
| Exeter City             | 0:1      | Aston Villa            |
| Cardiff City            | 2:2      | FC Middlesbrough       |
| Bromsgrove Rovers       | 1:2      | FC Barnsley            |
| Charlton Athletic       | 3:0      | FC Burnley             |
| Leeds United            | 3:1      | Crewe Alexandra        |
| Stoke City              | 0:0      | Bath City              |
| Peterborough United     | 1:1      | Tottenham Hotspur      |
| Birmingham City         | 1:2      | Kidderminster Harriers |
| Oxford United           | 2:0      | Tranmere Rovers        |

Wiederholungsspiele
|                   | Ergebnis        |                     |
| ----------------- | --------------- | ------------------- |
| FC Liverpool      | 0:1             | Bristol City        |
| Port Vale         | 1:0             | FC Southampton      |
| FC Portsmouth     | 1:3             | Blackburn Rovers    |
| Nottingham Forest | 0:2             | Sheffield Wednesday |
| FC Everton        | 2:3             | Bolton Wanderers    |
| Carlisle United   | 0:1             | AFC Sunderland      |
| Ipswich Town      | 2:1             | Swindon Town        |
| FC Chelsea        | 4:0             | FC Barnet           |
| FC Middlesbrough  | 1:2             | Cardiff City        |
| Bath City         | 1:4             | Stoke City          |
| Tottenham Hotspur | 1:1 (5:4 i. E.) | Peterborough United |

### Vierte Hauptrunde
Die Spiele fanden am Wochenende des 29. Januar 1994 statt. Die erforderlichen Wiederholungsspiele wurden hauptsächlich am 8. und 9. Februar ausgetragen.
|                        | Ergebnis |                         |
| ---------------------- | -------- | ----------------------- |
| Notts County           | 1:1      | West Ham United         |
| Bolton Wanderers       | 2:2      | FC Arsenal              |
| Grimsby Town           | 1:2      | Aston Villa             |
| Ipswich Town           | 3:0      | Tottenham Hotspur       |
| Stockport County       | 0:4      | Bristol City            |
| Newcastle United       | 1:1      | Luton Town              |
| Kidderminster Harriers | 1:0      | Preston North End       |
| Norwich City           | 0:2      | Manchester United       |
| Plymouth Argyle        | 2:2      | FC Barnsley             |
| Oldham Athletic        | 0:0      | Stoke City              |
| FC Chelsea             | 1:1      | Sheffield Wednesday     |
| FC Wimbledon           | 2:1      | AFC Sunderland          |
| Cardiff City           | 1:0      | Manchester City         |
| Port Vale              | 0:2      | Wolverhampton Wanderers |
| Charlton Athletic      | 0:0      | Blackburn Rovers        |
| Oxford United          | 2:2      | Leeds United            |

Wiederholungsspiele
|                     | Ergebnis |                   |
| ------------------- | -------- | ----------------- |
| West Ham United     | 1:0      | Notts County      |
| FC Arsenal          | 1:3      | Bolton Wanderers  |
| Luton Town          | 2:0      | Newcastle United  |
| FC Barnsley         | 1:0      | Plymouth Argyle   |
| Stoke City          | 0:1      | Oldham Athletic   |
| Sheffield Wednesday | 1:3      | FC Chelsea        |
| Blackburn Rovers    | 0:1      | Charlton Athletic |
| Leeds United        | 2:3      | Oxford United     |

### Fünfte Hauptrunde
Die Begegnungen wurden am 18. und 19. Februar 1995 ausgetragen. Die Wiederholungsspiele fanden am 28. Februar und 1. März statt.
|                         | Ergebnis |                   |
| ----------------------- | -------- | ----------------- |
| Bristol City            | 1:1      | Charlton Athletic |
| Bolton Wanderers        | 1:0      | Aston Villa       |
| Wolverhampton Wanderers | 1:1      | Ipswich Town      |
| Kidderminster Harriers  | 0:1      | West Ham United   |
| Oldham Athletic         | 1:0      | FC Barnsley       |
| FC Wimbledon            | 0:3      | Manchester United |
| Cardiff City            | 1:2      | Luton Town        |
| Oxford United           | 1:2      | FC Chelsea        |

Wiederholungsspiele
|                   | Ergebnis |                         |
| ----------------- | -------- | ----------------------- |
| Charlton Athletic | 2:0      | Bristol City            |
| Ipswich Town      | 1:2      | Wolverhampton Wanderers |

## Sechste Hauptrunde
Die Spiele fanden vom 12. bis 15. März 1994 statt. Das Wiederholungsspiel fand seine Austragung am 23. März.
|                   | Ergebnis |                         |
| ----------------- | -------- | ----------------------- |
| Bolton Wanderers  | 0:1      | Oldham Athletic         |
| Manchester United | 3:1      | Charlton Athletic       |
| FC Chelsea        | 1:0      | Wolverhampton Wanderers |
| West Ham United   | 0:0      | Luton Town              |

Wiederholungsspiel
|            | Ergebnis |                 |
| ---------- | -------- | --------------- |
| Luton Town | 3:2      | West Ham United |

## Halbfinale
Die Spiele wurden am 9. und 10. April 1994 ausgetragen. Als Austragungsort wurde für beide Spiele das Wembley-Stadion in London ausgewählt. Das Wiederholungsspiel fand in der Maine Road in Manchester statt.
|                   | Ergebnis |                 |
| ----------------- | -------- | --------------- |
| FC Chelsea        | 2:0      | Luton Town      |
| Manchester United | 1:1      | Oldham Athletic |

Wiederholungsspiel
|                   | Ergebnis |                 |
| ----------------- | -------- | --------------- |
| Manchester United | 4:1      | Oldham Athletic |

## Finale
| Manchester United                                              | Manchester United | FC Chelsea | FC Chelsea | Aufstellung                                    |
| -------------------------------------------------------------- | --- | --- | ---------- | ---------------------------------------------- |
| Manchester United                                              | \| Samstag, 14. Mai 1994 um 15:00 Uhr in London (Wembley-Stadion) \| \| Ergebnis: 4:0 (0:0) \| \| Zuschauer: 79.634 \| \| Schiedsrichter: David Elleray \| \| Spielbericht \|                                                                | \| Samstag, 14. Mai 1994 um 15:00 Uhr in London (Wembley-Stadion) \| \| Ergebnis: 4:0 (0:0) \| \| Zuschauer: 79.634 \| \| Schiedsrichter: David Elleray \| \| Spielbericht \|                                                         | FC Chelsea | Aufstellung Manchester United gegen FC Chelsea |
| Manchester United                                              | Peter Schmeichel – Paul Parker, Steve Bruce , Gary Pallister, Denis Irwin (84. Lee Sharpe) – Andrei Kantschelskis (84. Brian McClair), Roy Keane, Paul Ince, Ryan Giggs – Éric Cantona, Mark Hughes Cheftrainer: Alex Ferguson ( Schottland) | Dmitri Charin – Steve Clarke, Jakob Kjeldbjerg, Erland Johnsen, Frank Sinclair – Dennis Wise , Eddie Newton, Craig Burley (68. Glenn Hoddle), Gavin Peacock – Mark Stein (78. Tony Cascarino), John Spencer Cheftrainer: Glenn Hoddle | FC Chelsea | Aufstellung Manchester United gegen FC Chelsea |
| Manchester United                                              | 1:0 Éric Cantona (60., Elfmeter) 2:0 Éric Cantona (66., Elfmeter) 3:0 Mark Hughes (69.) 4:0 Brian McClair (90.) | | FC Chelsea | Aufstellung Manchester United gegen FC Chelsea |
| Samstag, 14. Mai 1994 um 15:00 Uhr in London (Wembley-Stadion) | | |            |                                                |
| Ergebnis: 4:0 (0:0)                                            | | |            |                                                |
| Zuschauer: 79.634                                              | | |            |                                                |
| Schiedsrichter: David Elleray                                  | | |            |                                                |
| Spielbericht                                                   | | |            |                                                |